# Metz 12 HP
Metz 12 HP ist ein Personenkraftwagen. Hersteller war die Metz Company aus den USA.

## Beschreibung
Metz hatte gute Erfahrungen damit gemacht, ihr erstes Modell Metz 10 HP nur in Bausätzen zu verkaufen. 1910 erschien der 12 HP als Nachfolger.
Er hat ebenfalls einen Zweizylindermotor, der vorn im Fahrgestell eingebaut ist und die Hinte antreibt. Die Zylinderbohrung wurde auf 3,5 Zoll (88,9 mm) erhöht. Der Kolbenhub blieb identisch mit 3,25 Zoll (82,55 mm). Das ergibt 1025 cm³ Hubraum und 12 PS.
Das Fahrgestell hat 2057 mm Radstand und 1422 mm Spurweite. Das Leergewicht betrug 227 kg. Angeboten wurde 1910 nur ein zweisitziger Runabout, der als Bausatz 378 US-Dollar und fertig montiert 475 Dollar kostete. 1911 entfiel der Bausatz. Der Runabout kostete nun 485 Dollar. Ein Kastenwagen war für 500 Dollar erhältlich.
1910 entstanden 1913 Fahrzeuge und im Folgejahr 1812. Eine andere Quelle gibt die Zahlen 2500 und 3000 an. Es gab keinen Nachfolger der gleichen Fahrzeugklasse.